# حوزه انتخابیه دوم لوئیزیانا
حوزه انتخابیه دوم لوئیزیانا یک حوزه انتخابیه مجلس نمایندگان آمریکا است که در ایالت لوئیزیانا قرار دارد.